# Дхунат
Дхунат (бенг. ধুনট, англ. Dhunat) — город на севере Бангладеш, административный центр одноимённого подокруга. Площадь города равна 10,87 км². По данным переписи 2001 года, в городе проживало 16 653 человека, из которых мужчины составляли 51,29 %, женщины — соответственно 48,71 %. Плотность населения равнялась 1532 чел. на 1 км². Уровень грамотности населения составлял 21,5 % (при среднем по Бангладеш показателе 43,1 %).